# Quemada
Quemada es una localidad y un municipio situado en la provincia de Burgos, comunidad autónoma de Castilla y León (España), comarca de Ribera del Duero, partido judicial de Aranda de Duero, ayuntamiento del mismo nombre.

## Geografía

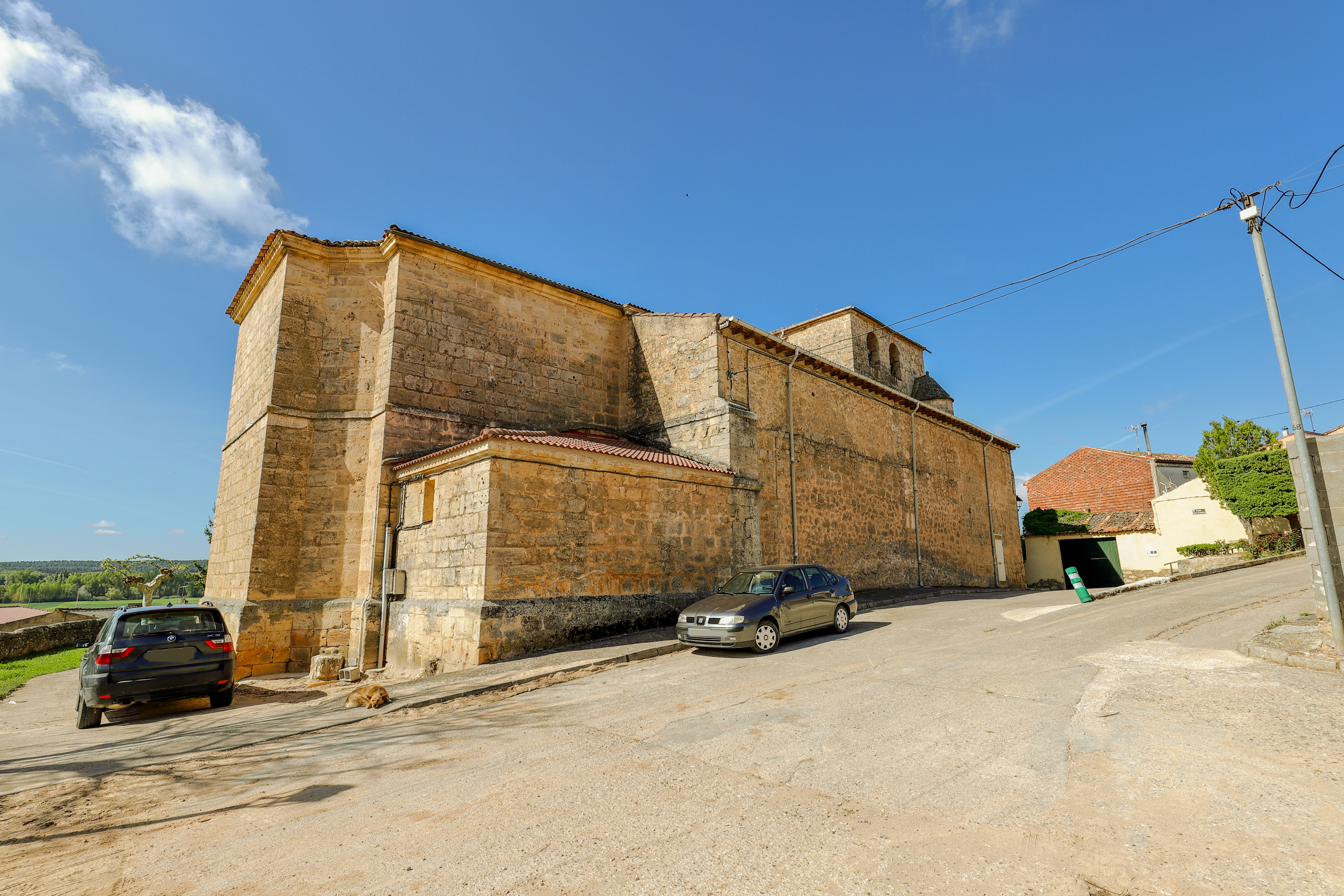
Iglesia de la Asunción de Nuestra Señora

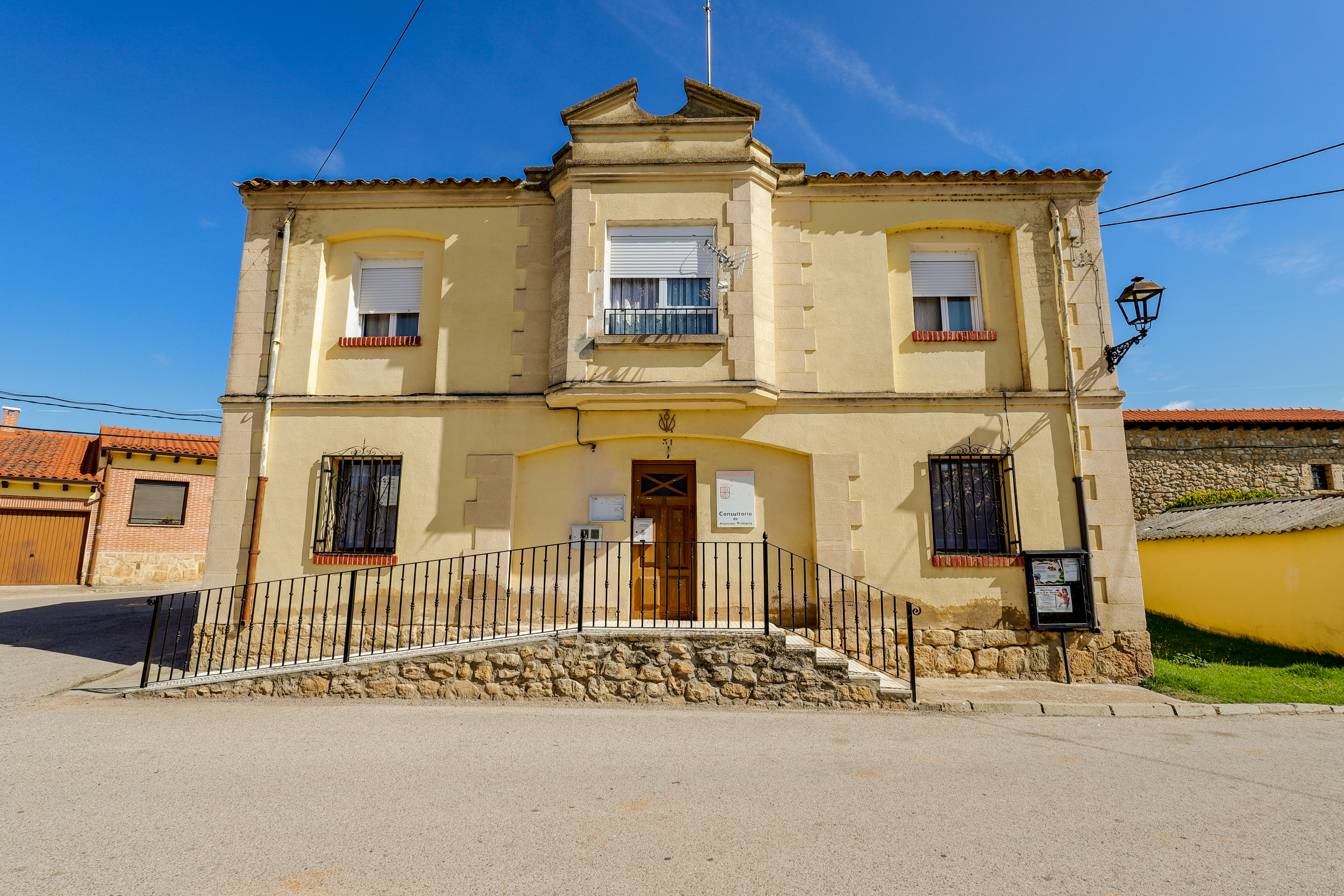
Consultorio médico

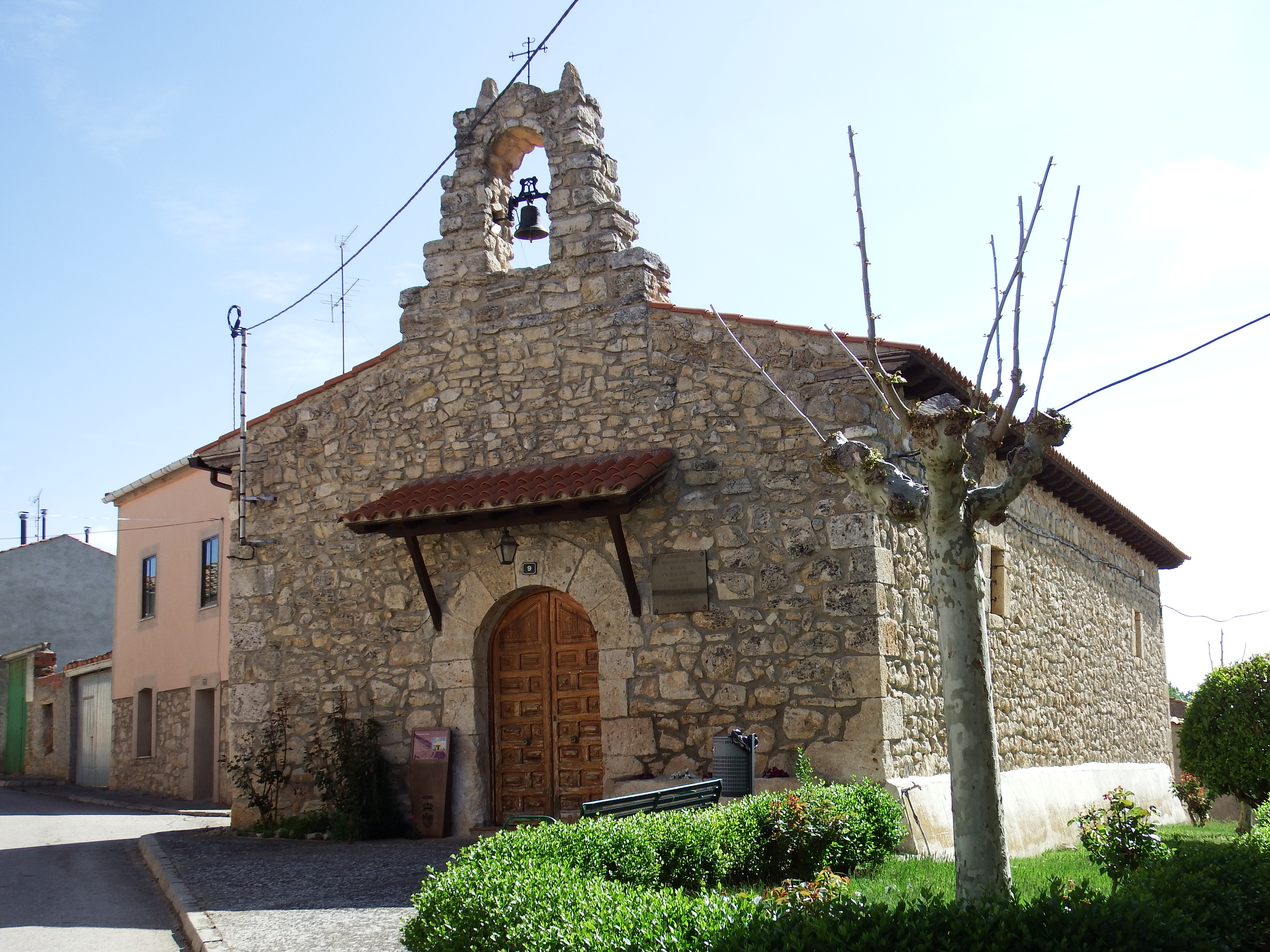
Ermita de San Roque

Tiene un área de 20,84 km² con una población de 255 habitantes (INE 2021) y una densidad de 12,23 hab/km². Su ayuntamiento se encuentra situado en la Plaza Mayor, 1.

### Hidrografía
- Arandilla
- Aranzuelo

## Demografía
Quemada cuenta con una población de 242 habitantes (INE 2024).
| Gráfica de evolución demográfica de Quemada entre 1842 y 2021                                                         |
| |
| Población de derecho según los censos de población del INE. Población de hecho según los censos de población del INE. |

| Nacionalidad | Hombres | Mujeres | Total | %      | Proporción |
| ------------ | ------- | ------- | ----- | ------ | ---------- |
| Española     | 111     | 71      | 182   | 70.2 % |            |
| Extranjera   | 48      | 29      | 77    | 29.7 % |            |

| 1991 |  | 1996 |  | 2001 |  | 2004 |  | 2006 |  | 2008 |  | 2016 |  | 2021 |
| ---- |  | ---- |  | ---- |  | ---- |  | ---- |  | ---- |  | ---- |  | ---- |
| 259  |  | 263  |  | 248  |  | 254  |  | 265  |  | 260  |  | 235  |  | 255  |

## Historia
Así se describe a Quemada en el tomo XIII del Diccionario geográfico-estadístico-histórico de España y sus posesiones de Ultramar, obra impulsada por Pascual Madoz a mediados del siglo XIX:

Villa con ayuntamiento en la provincia, audiencia territorial y capitanía general de Burgos (14 leguas), partido judicial de Aranda de Duero (2) y diócesis de Osma (7); se halla situada en una ladera con exposición al E; la combaten todos los vientos y no se conocen enfermedades dominantes. Tiene 84 casas con la de ayuntamiento, una escuela de primeras letras, a la que asisten 30 niños, dotada con 600 reales; una iglesia parroquial servida por un cura de primer ascenso y un sacristán (la Asunción); un cementerio contiguo a esta y una ermita bajo la advocación de San Roque, en un ángulo del pueblo. Los más de los habitantes se surten de las aguas del río Aranzuelo, y los restantes de las de una fuente poco abundante. Su término confina N Hontoria y Baños de Valdearados; E Zazuar; S Vadocondes, y O Aranda. La mayor parte del terreno, es de tercera calidad y secano; y lo demás de segunda y regadío; este abono lo proporcionan las aguas del citado río que corre próximo a la población y sobre el cual existen 2 puentes que facilitan su paso. Además de este río cruza asimismo por el término el llamado Arandilla, que tiene también un puente titulado de la Tejera. Los montes que se encuentran en el expresado territorio, son 2, conocidos con los nombres de Pinar y Calabaza, ambos poblados de pinos, enebros y estepas. Los caminos se hallan en buen estado y dirigen a los pueblos limítrofes y a los de Sinobas y Villanueva de Gumiel de Izán. Correos: cada particular va por su correspondencia a la capital del partido. Producciones: trigo, centeno, cebada, avena, legumbres y vino; cría ganado lanar y cabrío; caza de liebres, conejos y perdices; pesca de cangrejos y otros peces pequeños. Industria: la agrícola y 2 molinos harineros. Población: 79 vecinos, 316 almas. Capital productivo: 1.054.660 reales. Imponible: 107.426; Contribución: 6.370 reales 13 maravedíes. El presupuesto municipal asciende a 2.453 reales que se cubren con los productos de propios y arbitrios.
Diccionario geográfico-estadístico-histórico de España y sus posesiones de Ultramar